# Cloruro di pentaammina(azoto)rutenio(II)
Il cloruro di pentaammina(azoto)rutenio(II) è un composto inorganico con formula [Ru(NH3) 5(N2)]Cl2. È un solido quasi bianco, ma le sue soluzioni sono gialle. Il complesso cationico è di importanza storica in quanto primo composto scoperto con una molecola di azoto N2 legata a un centro metallico. [Ru(NH3)5(N2)]2+ adotta una struttura ottaedrica con simmetria C4v.

## Preparazione e proprietà
Il cloruro di pentaammina (azoto) rutenio (II) viene sintetizzato in una soluzione acquosa da cloruro di pentaammina clororutenio (III), sodio azide e acido metansolfonico:
[Ru(NH3)5Cl]Cl2 + NaN3 → [Ru(NH3)5N2]Cl2 + ...
Se deve essere utilizzato in situ, il catione può essere prodotto più convenientemente da cloruro di rutenio (III) e idrazina:
RuCl3 + 4 N2H4 → [Ru(NH3)5N2]2+ + ...
Questo complesso contenente N2 è stabile in soluzione acquosa e presenta una velocità di scambio del legante con l'acqua relativamente bassa. Essendo un complesso d6, il legame Ru-N è stabilizzato dalla retrodonazione π, la donazione di elettroni d metallici presenti negli orbitali molecolari π* di N2.
È noto anche il complesso amminico correlato con Osmio [Os(NH3)5(N2)]2+ .

## Reazioni
Il legante diazotato non viene ridotto dal boroidruro di sodio acquoso. Quasi tutte le reazioni note di questo composto sono reazioni di spostamento. Gli alogenuri di pentaammina(alogeno)rutenio(II) possono essere sintetizzati trattando [Ru(NH3)5N2]2+ con fonti di alogenuro:
[Ru(NH3)5N2]2+ + X− → [Ru(NH3)5X]+ + N2
[Ru(NH3)5N2]2+ forma il complesso di diazoto simmetrico a ponte simmetrico [(NH3)5Ru-N=N-Ru(NH3)5]4+.